# さいごう温泉
さいごう温泉（さいごうおんせん）は、宮崎県東臼杵郡美郷町西郷田代にある温泉。稀に漢字表記の西郷温泉の名でも知られている。
耳川の本流、大内原ダム湖近くで湧出している。

## 泉質
- ナトリウム-炭酸水素塩泉
  - 泉温　41.3℃

## 温泉地
九州山地の麓、耳川沿いに位置する複合施設「石峠レイクランド」の敷地内で湧出している温泉。宿泊設備は、コテージのみである。
日帰り温泉施設「美々川」でのみ入浴可能。コテージの宿泊者は無料で利用できる。

## 歴史
平成12年（2000年）4月、「石峠レイクランド」の開業とともに開湯。

## アクセス
- 東九州自動車道日向ICから車で30分。
- JR日豊本線日向市駅より宮崎交通バス椎葉諸塚行きで35分。バス停「石峠」下車。